# Чоколада (албум)
Чоколада је други студијски албум југословенског новоталасног бенда Идоли, објављен 1983.  Сматра се једном од најпродаванијих југословенских плоча, а рангирана је на 46. месту на листи највећих југословенских албума рок и поп музике. 

## Позадина
По завршетку турнеје поводом албума Одбрана и последњи дани, бенд је почео да ради на новом материјалу. Пошто Југотон није био задовољан продајом прерходног албума, бенд је морао да преузме комерцијалнији звук. У међувремену је бас гитариста Зденко Колар отишао на службу у Југословенску народну армију и привремено га је заменио Бранко Исаковић.

## О албуму
Бенд је отишао у Лондон и радио са продуцентом Бобом Пејнтером који је потпуно променио њихов стил. Резултат је била Чоколада. Првобитно планиран за издавање као дупли ЕП под називом У граду без сна, на инсистирање Југотона издат је као ЛП плоча. Испоставило се да је албум највећи комерцијални успех који је бенд икада постигао. Продат је у око 350.000 примерака, што га је са албумом Рибље чорбе Мртва природа сврстало у ред најпродаванијих албума у Југославији. Рекорд су касније престигли Плави оркестар и Бајага и Инструктори.
Већина песама са албума биле су хитови. Романтичне „Бамбина“ и „Странац у ноћи“, сентиментална клавирска балада, објављене су као промо сингл, али су се због велике популарности касније појавиле и у продаји. На албуму је препознатљиво доста фанк елемената, посебно на „Сода бој” и „Удри богаташа”. На плочи су се појавиле и баладе „У граду без сна” и „Тихо, тихо”.
Иако је плоча за писце свих нумера навела Небојшу Крстића, Срђана Шапера и Владу Дивљана, познато је да Дивљан није много радио на албуму јер је тада радио на својој факултетској дисертацији. Написао је „Радостан дан“, „Ветар и заставе“ и „Ја сам ту“ (делимично са текстом песме „Проплакат ће зора“ Драге Бритвића у извођењу Мише Ковача на фестивалу Сплит 71). Гостовања су укључивала самог продуцента Боба Пејнтера на синтисајзеру и Вивијан Голдман на пратећим вокалима.
Након објављивања албума, бенд је отишао на изузетно успешну турнеју. На концерту у Загребу одржано је седам излазака на бис. Међутим, због разлика унутар бенда, разишли су се након љубљанског наступа.

### Омот
На омоту албума била је девојка из омота на чоколадама "Сека" произвођача Звечево из Славонске Пожеге. Дизајн албума урадили су сами чланови бенда уз помоћ Владимира Галића, а фотографије Горанка Матић.

## Контроверзе насловне нумере
Душан Герзић из бенда Виа Талас је аутор оригиналног текста песме "Чоколада". Срђан Шапер је песму представио као песму Идола, а Герзић је касније заслужан као делимични писац песме "Бамбина".

## Постава
- Влада Дивљан (гитара, вокал)
- Небојша Крстић (удараљке, вокал)
- Срђан Шапер (синтисајзер, вокал)
- Бранко Исаковић (бас гитара)
- Кокан Поповић (бубњеви)

### Гостовања
- Вивијан Голдман (пратећи вокал)
- Боб Пејинтер (синтисајзер)

## Наслеђе
У 2015. години омот албума Чоколада је заузео 31. место на листи 100 највећих омота албума југословенског рока коју је објавио веб магазин Балканрок.

## Топ листе
| Листа           | Највиша позиција |
| --------------- | ---------------- |
| Радио ТВ ревија | 1                |